# لودفيغ إرليخ
لودفيغ إرليخ (بالألمانية: Ludwig Ehrlich) (و. 1813 – 1884 م) هو عالم عقيدة، من ألمانيا، توفي عن عمر يناهز 71 عاماً.